# MAPRE1
MAPRE1 (англ. Microtubule associated protein RP/EB family member 1) – білок, який кодується однойменним геном, розташованим у людей на короткому плечі 20-ї хромосоми.  Довжина поліпептидного ланцюга білка становить 268 амінокислот, а молекулярна маса — 29 999.
| 10         |  | 20         |  | 30         |  | 40         |  | 50         |
| ---------- |  | ---------- |  | ---------- |  | ---------- |  | ---------- |
| MAVNVYSTSV |  | TSDNLSRHDM |  | LAWINESLQL |  | NLTKIEQLCS |  | GAAYCQFMDM |
| LFPGSIALKK |  | VKFQAKLEHE |  | YIQNFKILQA |  | GFKRMGVDKI |  | IPVDKLVKGK |
| FQDNFEFVQW |  | FKKFFDANYD |  | GKDYDPVAAR |  | QGQETAVAPS |  | LVAPALNKPK |
| KPLTSSSAAP |  | QRPISTQRTA |  | AAPKAGPGVV |  | RKNPGVGNGD |  | DEAAELMQQV |
| NVLKLTVEDL |  | EKERDFYFGK |  | LRNIELICQE |  | NEGENDPVLQ |  | RIVDILYATD |
| EGFVIPDEGG |  | PQEEQEEY   |  |            |  |            |  |            |

A: Аланін

C: Цистеїн

D: Аспарагінова кислота

E: Глутамінова кислота

F: Фенілаланін

G: Гліцин

H: Гістидин

I: Ізолейцин

K: Лізин

L: Лейцин

M: Метіонін

N: Аспарагін

P: Пролін

Q: Глутамін

R: Аргінін

S: Серин

T: Треонін

V: Валін

W: Триптофан

Задіяний у таких біологічних процесах як клітинний цикл, поділ клітини, мітоз. 
Локалізований у цитоплазмі, цитоскелеті.